# Dasychira chalcoptera
Dasychira chalcoptera är en fjärilsart som beskrevs av Collenette 1936. Dasychira chalcoptera ingår i släktet Dasychira och familjen tofsspinnare. Inga underarter finns listade i Catalogue of Life.